# Polnischer Fußballpokal 2024/25
Der Puchar Polski 2024/25 war die 71. Ausspielung des polnischen Pokalwettbewerbs. Er begann am 6. August 2024 mit den Vorrundenspielen und endete am 2. Mai 2025 mit dem Finale. Titelverteidiger war Zweitligist Wisła Krakau.

## Modus
In allen Runden wurden die Begegnungen in einem Spiel entschieden. Bei unentschiedenem Ausgang gab es eine Verlängerung von zweimal 15 Minuten und gegebenenfalls ein Elfmeterschießen.
Mannschaften, die in den sechs höchsten Ligen (von der Ekstraklasa bis zur Bezirksklasse) spielten, waren verpflichtet, an den polnischen Pokalwettbewerben 2024/2025 auf zentraler und regionaler Ebene (Provinzfußballverbände) teilzunehmen, während andere Mannschaften auf freiwilliger Basis am polnischen Pokal teilnehmen konnten. Mannschaften, die in der Saison 2024/2025 auf die Teilnahme am Wettbewerb auf mittlerer Ebene verzichteten, waren in den nächsten beiden Wettbewerbszyklen nicht zur Teilnahme am polnischen Pokalwettbewerb berechtigt. Voraussetzung für die Teilnahme war der Besitz einer Lizenz, die zur Teilnahme am Meisterschaftswettbewerb in der Saison 2024/2025 berechtigte.

## Spieltermine
| Runde         | Datum                 |
| ------------- | --------------------- |
| Vorrunde      | 6. bis 7. August 2024 |
| 1. Runde      | 25. September 2024    |
| 2. Runde      | 30. Oktober 2024      |
| Achtelfinale  | 4. Dezember 2024      |
| Viertelfinale | 26. Februar 2025      |
| Halbfinale    | 2. April 2025         |
| Finale        | 2. Mai 2025           |

## Teilnehmende Mannschaften
70 Mannschaften waren qualifiziert.
| Teilnahme ab der 2. Runde                                                    | Teilnahme ab 1. Runde | Teilnahme ab 1. Runde | Teilnahme ab 1. Runde | Teilnahme ab Vorrunde                                   | Teilnahme ab Vorrunde |
| Ekstraklasa 2023/24 4 Vereine (Platz 1 – 3 + PS)                             | Ekstraklasa 2023/24 15 Vereine (Platz 4 – 18) | 1. Liga 2023/24 15 Vereine (Platz 1 – 3 + 5 – 16) | 16 regionale Pokalsieger der Woiwodschaften der Saison 2023/24 | 1. Liga 2023/24 2 Vereine (Platz 17 – 18)               | 2. Liga 2023/24 18 Vereine (Platz 1 – 18) |
| Jagiellonia Białystok Śląsk Wrocław Legia Warschau Wisła Krakau (TV 1. Liga) | KS Cracovia Górnik Zabrze Korona Kielce ŁKS Łódź Piast Gliwice Puszcza Niepołomice Radomiak Radom Ruch Chorzów Stal Mielec Warta Posen Widzew Łódź Zagłębie Lubin Lech Posen Pogoń Stettin Raków Częstochowa | Arka Gdynia Bruk-Bet Termalica Nieciecza Chrobry Głogów Górnik Łęczna Lechia Gdańsk GKS Katowice Miedź Legnica Motor Lublin Odra Opole Polonia Warschau CWKS Resovia Stal Rzeszów GKS Tychy Wisła Płock Znicz Pruszków | 3. Liga Concordia Elbląg (WN) Unia Swarzędz (WP) Star Starachowice (SK) Siarka Tarnobrzeg(PK) NKP Podhale Nowy Targ (MA) Elana Toruń (KP) Lechia Zielona Góra (LB) Unia Skierniewice (LD) Pogoń Grodzisk Mazowiecki (MZ) LKS Barycz Sułów (DS) Stal MKS Kluczbork (OP) Wigry Suwałki(PO) Podbeskidzie II Bielsko-Biała (SL) Świt Szczecin (ZP) Grom Nowy Staw (PM) Avia Świdnik (LU) | Podbeskidzie Bielsko-Biała (SL) Zagłębie Sosnowiec (SL) | Chojniczanka Chojnice GKS 1962 Jastrzębie Hutnik Kraków KKS 1925 Kalisz Kotwica Kołobrzeg Lech II Posen ŁKS Łódź II Olimpia Elbląg Olimpia Grudziądz Stomil Olsztyn Pogoń Siedlce Polonia Bytom Radunia Stężyca Sandecja Nowy Sącz Skra Częstochowa Stal Stalowa Wola Wisła Puławy Zagłębie II Lubin |

## Vorrunde
Die Spiele der Vorrunde fanden am 6. und 7. August 2024 mit den Mannschaften auf den Plätzen 17 und 18 der 1. Liga 2023/24 sowie den 18 Teams der 2. Liga 2023/24 statt. Die Vereine traten nach folgendem Schlüssel an: (* 1. Liga) 17*–18, 18*–17, 1–16, 2–15, 3–14, 4–13, 5–12, 6–11, 7–10, 8–9.
|                            | Ergebnis       |                     |
| 6. August 2024             | 6. August 2024 | 6. August 2024      |
| -------------------------- | -------------- | ------------------- |
| Hutnik Kraków              | 4:1 n. V.      | Zagłębie II Lubin   |
| Pogoń Siedlce              | 0:2            | Lech II Posen       |
| Podbeskidzie Bielsko-Biała | 2:0            | Stomil Olsztyn      |
| Polonia Bytom              | 2:0            | GKS 1962 Jastrzębie |
| 7. August 2024             |                |                     |
| KKS 1925 Kalisz            | 0:2            | Olimpia Grudziądz   |
| Stal Stalowa Wola          | 4:2            | Olimpia Elbląg      |
| Radunia Stężyca            | 1:2            | ŁKS II Łódź         |
| Zagłębie Sosnowiec         | 0:1            | Sandecja Nowy Sącz  |
| Kotwica Kołobrzeg          | 2:1            | Skra Częstochowa    |
| Chojniczanka Chojnice      | 3:2            | Wisła Puławy        |

## 1. Runde
Die Auslosung fand am 20. September 2024 statt. Die Spiele wurden vom 24. September bis 2. Oktober 2024 ausgetragen. Es nahmen die 10 Gewinner der Vorrundenspiele teil. Hinzu kamen 15 Vereine der Ekstraklasa, die besten 15 Vereine der 1. Liga (außer Titelverteidiger Wisła Krakau)  sowie die 16 regionalen Pokalsieger der Woiwodschaften. Unterklassige Teams hatten Heimrecht.
|                               | Ergebnis               |                     |
| 24. September 2024            | 24. September 2024     | 24. September 2024  |
| ----------------------------- | ---------------------- | ------------------- |
| ŁKS Łódź II                   | 2:3                    | Kotwica Kołobrzeg   |
| Elana Toruń                   | 2:3                    | Widzew Łódź         |
| Bruk-Bet Termalica Nieciecza  | 1:3                    | GKS Katowice        |
| Pogoń Grodzisk Mazowiecki     | 1:1 n. V. (4:3 i. E.)  | Lechia Gdańsk       |
| Podbeskidzie II Bielsko-Biała | 0:5                    | Odra Opole          |
| Wisła Płock                   | 0:1                    | Warta Posen         |
| Stal Rzeszów                  | 0:3                    | Pogoń Stettin       |
| Sandecja Nowy Sącz            | 3:2 n. V.              | KS Cracovia         |
| 25. September 2024            |                        |                     |
| MKS Kluczbork                 | 2:1                    | Unia Swarzędz       |
| NKP Podhale Nowy Targ         | 0:2                    | Ruch Chorzów        |
| Stal Stalowa Wola             | 2:2 n. V. (2:3 i. E.)  | Arka Gdynia         |
| Chojniczanka Chojnice         | 3:2                    | Znicz Pruszków      |
| Olimpia Grudziądz             | 4:2                    | GKS Tychy           |
| Górnik Łęczna                 | 1:1 n. V. (9:10 i. E.) | Puszcza Niepołomice |
| Hutnik Kraków                 | 3:3 n. V. (3:5 i. E.)  | Piast Gliwice       |
| LKS Barycz Sułów              | 0:0 n. V. (3:5 i. E.)  | Lech II Posen       |
| Miedź Legnica                 | 0:0 n. V. (4:3 i. E.)  | Raków Częstochowa   |
| Star Starachowice             | 4:1                    | Star Starachowice   |
| Górnik Zabrze                 | 0:1 n. V.              | Radomiak Radom      |
| Avia Świdnik                  | 3:3 n. V. (6:5 i. E.)  | Polonia Bytom       |
| Concordia Elbląg              | 0:2                    | Lechia Zielona Góra |
| Korona Kielce                 | 1:1 n. V. (4:3 i. E.)  | Stal Mielec         |
| Chrobry Głogów                | 1:2                    | Polonia Warschau    |
| Wigry Suwałki                 | 3:1 n. V.              | Świt Szczecin       |
| 26. September 2024            |                        |                     |
| Podbeskidzie Bielsko-Biała    | 0:0 n. V. (3:4 i. E.)  | Zagłębie Lubin      |
| Grom Nowy Staw                | 0:2                    | ŁKS Łódź            |
| CWKS Resovia                  | 1:0                    | Lech Posen          |
| 2. Oktober 2024               |                        |                     |
| Unia Skierniewice             | 1:1 n. V. (5:4 i. E.)  | Motor Lublin        |

## 2. Runde
Die Auslosung fand am 30. September 2024 statt. Die Spiele fanden zwischen dem 12. und 31. Oktober 2024 statt. Teilnehmer waren die 28 Sieger der 1. Runde und die vier Europapokalteilnehmer (Jagiellonia Białystok, Śląsk Wrocław, Legia Warschau sowie Pokalverteidiger Wisła Krakau).
|                       | Ergebnis              |                           |
| 12. Oktober 2024      | 12. Oktober 2024      | 12. Oktober 2024          |
| --------------------- | --------------------- | ------------------------- |
| Siarka Tarnobrzeg     | 2:3                   | Wisła Krakau              |
| 29. Oktober 2024      |                       |                           |
| Kotwica Kołobrzeg     | 0:1                   | Puszcza Niepołomice       |
| Radomiak Radom        | 0:3                   | Śląsk Wrocław             |
| Avia Świdnik          | 1:3                   | Ruch Chorzów              |
| Odra Opole            | 0:1 n. V.             | Pogoń Stettin             |
| Olimpia Grudziądz     | 3:2                   | CWKS Resovia              |
| 30. Oktober 2024      |                       |                           |
| MKS Kluczbork         | 0:1                   | ŁKS Łódź                  |
| Chojniczanka Chojnice | 0:3                   | Jagiellonia Białystok     |
| Sandecja Nowy Sącz    | 1:0                   | Pogoń Grodzisk Mazowiecki |
| Wigry Suwałki         | 2:3                   | Polonia Warschau          |
| Lech II Posen         | 1:3                   | Korona Kielce             |
| Unia Skierniewice     | 2:1                   | GKS Katowice              |
| Arka Gdynia           | 1:3 n. V.             | Piast Gliwice             |
| 31. Oktober 2024      |                       |                           |
| Miedź Legnica         | 1:2                   | Legia Warschau            |
| Lechia Zielona Góra   | 3:3 n. V. (3:5 i. E.) | Widzew Łódź               |
| Warta Posen           | 0:3                   | Zagłębie Lubin            |

## Achtelfinale
Die Auslosung fand am 7. November 2024 statt. An dieser Runde nahmen die 16 Gewinner der vorherigen Runde teil. Die Spiele fanden zwischen dem 3. und 5. Dezember 2024 statt. Unterklassige Mannschaften hatten Heimrecht.
|                    | Ergebnis              |                       |
| 3. Dezember 2024   | 3. Dezember 2024      | 3. Dezember 2024      |
| ------------------ | --------------------- | --------------------- |
| Sandecja Nowy Sącz | 0:1                   | Puszcza Niepołomice   |
| Śląsk Wrocław      | 1:1 n. V. (7:8 i. E.) | Piast Gliwice         |
| Polonia Warschau   | 3:2 n. V.             | Wisła Krakau          |
| 4. Dezember 2024   |                       |                       |
| Korona Kielce      | 1:0                   | Widzew Łódź           |
| Pogoń Stettin      | 4:3                   | Zagłębie Lubin        |
| Unia Skierniewice  | 0:2                   | Ruch Chorzów          |
| 5. Dezember 2024   |                       |                       |
| Olimpia Grudziądz  | 1:3                   | Jagiellonia Białystok |
| ŁKS Łódź           | 0:3                   | Legia Warschau        |

## Viertelfinale
Die Auslosung fand am 6. Dezember 2024 statt. An dieser Runde nahmen die acht Gewinner der vorherigen Runde teil. Die Spiele fanden zwischen dem 25. und 27. Februar 2025 statt. Unterklassige Mannschaften hatten Heimrecht.
|                  | Ergebnis         |                       |
| 25. Februar 2025 | 25. Februar 2025 | 25. Februar 2025      |
| ---------------- | ---------------- | --------------------- |
| Ruch Chorzów     | 2:0              | Korona Kielce         |
| 26. Februar 2025 |                  |                       |
| Legia Warschau   | 3:1              | Jagiellonia Białystok |
| Pogoń Stettin    | 2:0 n. V.        | Piast Gliwice         |
| 27. Februar 2025 |                  |                       |
| Polonia Warschau | 1:2 n. V.        | Puszcza Niepołomice   |

## Halbfinale
|                     | Ergebnis      |                |
| 1. April 2025       | 1. April 2025 | 1. April 2025  |
| ------------------- | ------------- | -------------- |
| Puszcza Niepołomice | 0:3           | Pogoń Stettin  |
| 2. April 2025       |               |                |
| Ruch Chorzów        | 0:5           | Legia Warschau |

## Finale
| Pogoń Stettin                                           | Pogoń Stettin | Legia Warschau | Legia Warschau |
| ------------------------------------------------------- | --- | --- | -------------- |
| Pogoń Stettin                                           | \| 2. Mai 2025 um 16:00 Uhr in Warschau (Stadion Narodowy) \| \| Ergebnis: 3:4 (1:1) \| \| Zuschauer: 51.233 \| \| Schiedsrichter: Szymon Marciniak (Płock) \| | \| 2. Mai 2025 um 16:00 Uhr in Warschau (Stadion Narodowy) \| \| Ergebnis: 3:4 (1:1) \| \| Zuschauer: 51.233 \| \| Schiedsrichter: Szymon Marciniak (Płock) \| | Legia Warschau |
| Pogoń Stettin                                           | Valentin Cojocaru – Linus Wahlqvist, Danijel Loncar, Léo Borges, Leonardo Koutris (86. Kacper Smoliński) – João Gamboa (61. Marcel Wędrychowski), Fredrik Ulvestad (86. Antoni Klukowski), Rafał Kurzawa – Adrian Przyborek (86. Patryk Paryzek), Efthymis Koulouris, Kamil Grosicki Cheftrainer: Robert Kolendowicz | Kacper Tobiasz – Paweł Wszołek (55. Jan Ziółkowski), Radovan Pankov, Steve Kapuadi, Rúben Vinagre – Claude Gonçalves (61. Kacper Chodyna), Maximillian Oyedele, Juergen Elitim (83. Rafał Augustyniak) – Ryōya Morishita, Marc Gual (61. Ilja Schkuryn), Luquinhas (83. Wahan Bitschachtschjan) Cheftrainer: Gonçalo Feio ( Portugal) | Legia Warschau |
| Pogoń Stettin                                           | 1:1 Danijel Lončar (41.) 2:3 Rúben Vinagre (69., Eigentor) 3:4 Kacper Smoliński (90.+5') | 0:1 Luquinhas (13.) 1:2 Ryōya Morishita (46.) 1:3 Ilja Schkuryn (64.) 2:4 Rúben Vinagre (85.) | Legia Warschau |
| Pogoń Stettin                                           | Valentin Cojocaru (24.), Léo Borges (25.), Fredrik Ulvestad (34.), João Gamboa (45.), Linus Wahlqvist (45.+4') | Paweł Wszołek, Claude Gonçalves (53.) | Legia Warschau |
| 2. Mai 2025 um 16:00 Uhr in Warschau (Stadion Narodowy) | | |                |
| Ergebnis: 3:4 (1:1)                                     | | |                |
| Zuschauer: 51.233                                       | | |                |
| Schiedsrichter: Szymon Marciniak (Płock)                | | |                |